# Placoclytus
Placoclytus is een kevergeslacht uit de familie van de boktorren (Cerambycidae). De wetenschappelijke naam van het geslacht werd voor het eerst geldig gepubliceerd in 1974 door Chemsak & Linsley.

## Soorten
Placoclytus omvat de volgende soorten:
- Placoclytus championi (Bates, 1885)
- Placoclytus distortus (Chevrolat, 1860)
- Placoclytus virgulatus Chemsak & Linsley, 1974